# Boris Ismailowitsch Sresnewski

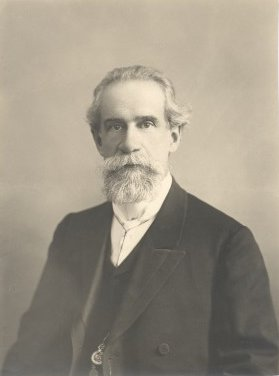
Boris Ismailowitsch Sresnewski

Boris Ismailowitsch Sresnewski (russisch Борис Измайлович Срезневский; * 19. Märzjul. / 31. März 1857greg. in Sankt Petersburg, Russisches Kaiserreich; † 24. März 1934 in Kiew, Ukrainische SSR) war ein russischer Meteorologe und Hochschullehrer.

## Leben
Sresnewski, Sohn des Philologen Ismail Iwanowitsch Sresnewski, studierte an der physikalisch-mathematischen Fakultät der Universität St. Petersburg mit Abschluss 1879. Auf dem VII. Kongress der Naturforscher berichtete er als Erster über die Verdampfung von Tropfen. Dies war dann auch das Thema seiner Dissertation, die er 1882 veröffentlichte. 1882–1892 diente er im Physikalischen Hauptobservatorium als außerplanmäßiger Assistent des Direktors. 1888 wurde er Privatdozent an der Universität St. Petersburg und hielt drei Jahre lang eine Meteorologie-Vorlesung. 1890 wirkte er an der Gründung des Meteorologischen Anzeigers der Kaiserlich-Russischen Geographischen Gesellschaft mit. 1891 erschien seine Abhandlung über den Zusammenhang zwischen dem absoluten Feuchtigkeitsgehalt der Luft und der Temperatur. 1892 erhielt er die Ernennung zum Privatdozenten an der Universität Moskau. Als Leiter von Observatorien gab er die Monatszeitschrift Meteorologische Beobachtungen heraus, die zunächst in Moskau erschien und dann nach seinem Wechsel nach Jurjew in Jurjew.
1893 wurde Sresnewski Doctor honoris causa der Kaiserlichen Universität Jurjew, die ihn 1894 als ordentlichen Professor und Direktor des meteorologischen Observatoriums berief. 1899 wurde er Dekan der physikalisch-mathematischen Fakultät. 1900 übernahm er die wissenschaftliche Leitung des meteorologischen Netzes der Kaiserlich-Livländischen Ökonomischen Gesellschaft. 1902 erhielt er den kleinen Lomonossow-Preis. 1907 wurde er mit der Semjonow-Goldmedaille der Kaiserlich-Russischen Geographischen Gesellschaft ausgezeichnet.
Nach der Oktoberrevolution wurde Sresnewski 1919 Direktor des Kiewer Observatorium und lehrte Meteorologie und Geophysik am Kiewer Institut für Bildung (Nationale Taras-Schewtschenko-Universität Kiew). Er war Mitglied der Ukrainischen Akademie der Wissenschaften. Er starb 76-jährig in Kiew und wurde dort auf dem Lukjaniwska-Friedhof bestattet.
Der Slawist, Fotopionier und Sportfunktionär Wjatscheslaw Ismailowitsch Sresnewski und der Historiker Wsewolod Ismailowitsch Sresnewski waren Sresnewskis Brüder.